# Курбанов, Руслан Эльдарович
Руслан Эльдарович Курбанов (азерб. Ruslan Eldaroviç Qurbanov; род. 12 сентября 1991[…], Ставрополь) — азербайджанский футболист, полузащитник.

## Биография
Руслан Курбанов начал заниматься футболом в возрасте 7 лет в школьной команде города Ставрополя, где его заметили селекционеры местного ФК «Динамо» и пригласили в детскую команду 1991 годов рождения. Первым тренером юного футболиста был Олег Геннадьевич Ещенко. Провёл в клубе 5 лет. В 2003 году перешёл в клуб «Ростов» из Ростова-на-Дону. Начав выступление с детской команды, затем перешёл в дубль, а в 2008 году в основной состав клуба. Первым тренером в составе ростовчан был Бареев Алексей Михайлович.

### Клубная карьера
Профессиональную карьеру начал в составе клуба «Ростов» из Ростова-на-Дону. В 2009 году на правах аренды переходит на полсезона в клуб второй лиги «Таганрог», в составе которого провёл два месяца. Далее вернулся в Ростов-на-Дону и разорвал контракт. Полтора года не выступал.
В 2010 году по совету Расима Абушева переехал в Азербайджан, где заключил пятилетний контракт с клубом «Нефтчи» Баку. В июле 2011 года на правах аренды перешёл в клуб «Сумгаит». Во время летнего трансферного сезона 2013 года продлил контракт с сумгаитцами ещё на один год.
В мае 2022 года покинул мозырскую «Славию».

### Карьера в сборной
Дебют в составе олимпийской сборной Азербайджана состоялся 4 сентября 2010 года в отборочном матче Чемпионата Европы среди футболистов до 21 года против сборной Албании, в Баку, на республиканском стадионе имени Тофика Бахрамова, завершившимся победой хозяев, со счётом 3:2.

## Достижения
- Чемпион Азербайджана (1): 2010/11